# Johann Wilhelm Loeper
Johann Wilhelm Loeper, auch Johann Wilhelm Löper (* 1701; † 3. Mai 1776 in Halle (Saale)), war ein preußischer Hofrat, Ratsmeister in Halle und Rittergutsbesitzer.

## Leben
Loeper stammte aus Pommern, wo er einige Zeit in Stargard als Advokat tätig war, bevor er sich in der preußischen Salinenstadt Halle niederließ, wo er schon bald zum Ratsmeister gewählt wurde. 
Am 26. September 1739 nahm er an der Versteigerung des verschuldeten Rittergutes Tragarth im Hochstift Merseburg teil und gab dort mit 10.748 Talern das höchste Gebot ab, wodurch er zum Eigentümer dieses bei Halle im Kurfürstentum Sachsen gelegene Rittergut wurde. Kurze Zeit später bat er den polnischen König und sächsischen Kurfürsten August III. um die Erbumwandlung dieses Mannlehngutes, da er durch diesen Kauf sein Vermögen aus dem brandenburgischen und das sächsische Land transferiert hatte und aufgrund des schlechten und hochwassergefährdeten Zustandes des Rittergutes viel neu bauen lassen musste. Dieses Gesuch wurde ihm am 7. Juni 1742 mit der Auflage der Zahlung weiterer 500 Taler genehmigt.
Das Rittergut Tragarth bewirtschaftete Loeper nicht selbst, sondern er hat das Gut bereits am 1. Mai 1740 an Christoph Schubarth für sechs Jahre verpachtet. 
Bereits am 24. April 1745 verkaufte Loeper sein Rittergut Tragarth an den preußischen Kommissionsrat George Friedrich Packbusch weiter. Der Kaufpreis betrug 12.000 Taler. Bereits ein Jahr später, am 26. Oktober 1746, wurde der Verkauf wieder rückgängig gemacht und Loeper erhielt nunmehr für 19.000 Taler das Rittergut wieder zurück.
Loeper starb am 3. Mai 1776 in Halle und wurde auf der Friedhof Unser lieben Frauen bestattet, da er erster Kirchvater dieser Kirche war.
Mit Testament vom 3. April 1775 vererbte er die in Pommern gelegenen Güter Stramehl, Wedderwill, Zachow und Schmorow an Johann Georg Loeper. Diese Güter waren seit 1742 im Familienbesitz, als sie von dem Geheimen Tribunalsrat Johann Friedrich Loeper gekauft worden waren. Johann Georg Loeper wurde 1786 vom preußischen König geadelt und wurde damit zum Begründer der adligen Familie von Loeper.
Er hinterließ auch eine ansehnliche Privatbibliothek, von der sich Teile bis heute erhalten haben.